# Diospyros liberiensis
Diospyros liberiensis là một loài thực vật có hoa trong họ Thị. Loài này được A.Chev. ex Hutch. & Dalziel mô tả khoa học đầu tiên năm 1931.